# Vernonanthura catharinensis
Vernonanthura catharinensis là một loài thực vật có hoa trong họ Cúc. Loài này được (Cabrera) H.Rob. miêu tả khoa học đầu tiên năm 1992.